# Бангсаморо
Бангсаморо је назив за аутономни регион на Филипинима, који је био формиран током 2015. године. Формирање овог региона предвиђено је споразумима из 2012. и 2014. године, између филипинске владе и Моро исламског ослободилачког фронта. Регион Бангсаморо је заменио аутономну регију Муслимански Минданао.